# Хронологія світових рекордів з шосейного бігу на 1 милю серед чоловіків
Рекорди світу з бігу на 1 милю визнаються Світовою легкою атлетикою з-поміж результатів, які показали легкоатлети на шосейній дистанції, за умови дотримання встановлених вимог.
Світова легка атлетика розпочала ратифікацію світових рекордів у цій дисципліні з 1 вересня 2023.

## Хронологія рекордів
| Результат                               | Атлет                         | Місто змагань | Дата змагань | Примітки    | Відео            |
| --------------------------------------- | ----------------------------- | ------------- | ------------ | ----------- | ---------------- |
| 4.01,21                                 | Семюел Пракел США             | Де-Мойн       | 25.04.2023   | [ 1 ] [ 2 ] |                  |
| 3.56,13                                 | Гоббс Кесслер США             | Рига          | 01.10.2023   | [ 3 ] [ 4 ] |                  |
| 3.54,56                                 | Еммануель Ваньйоньї Кенія     | Герцогенаурах | 27.04.2024   | [ 5 ]       |                  |
| 3.51,3h                                 | Елліот Джайлс Велика Британія | Дюссельдорф   | 01.09.2024   | [ 6 ] [ 7 ] | Відео на YouTube |
| 0 років, 205 днів від дати встановлення |                               |               |              |             |                  |